# ゲート オブ サンダー
『ゲート オブ サンダー』 (Gate of Thunder) は、1992年2月21日に日本のハドソンから発売されたPCエンジンSUPER CD-ROM²用横スクロールシューティングゲーム。
主人公の「ホーク」および「エスティー」を操作し、超犯罪組織「オベロン」による惑星アリエスの資源奪還襲撃を阻止する事を目的としている。テクノソフトに所属し『サンダーフォースII』（1988年）、『サンダーフォースIII』（1990年）を開発していたメンバーが制作したためか、ゲーム内容に類似している箇所がある。PCエンジンの苦手とする多重スクロールもプログラム技術的に上手くこなしている。
開発はレッド・カンパニーおよびシーエイプロダクションが行い、音楽はイギリスの音楽プロデューサーであるニック・ウッドが担当している。
2007年にWii用ソフトとしてバーチャルコンソールにて、2010年にPlayStation 3およびPlayStation Portable用ソフトとしてPCエンジンアーカイブスにてそれぞれ配信された。

## ゲーム内容

### システム
自機「ハウンティングドッグ」を操作して敵を迎撃し、惑星スラシュ上空・敵前線基地内・鉱石採掘洞窟内・敵中継基地・兵器格納庫・機動要塞上空・要塞内部など全7ステージクリアを目指す。パワーアップは定期的に画面を横切る「ワイルドキャット」が放出するアイテムを回収することで可能で、最初の「レーザー」「ウェーブ」「ナパーム」のいずれかの武器アイテムを取ることで上下にオプションが付き、次からは対応する武器がストック・レベルアップされていく。使用するボタンは3種類。
ショットボタン
押しっぱなしでフルオート連射。素早く2度押しでオプションが反転して攻撃方向が逆になる。
武器セレクト
「レーザー」「ウェーブ」「ナパーム」を切り替える。初期装備は「レーザー」レベル1のみ。
スピード切り替え
自機のスピードを3段階で切り替える。

### パワーアップアイテム
レーザー（青）
初期装備の高速ショット弾、レベル2で敵を貫通するレーザーになる。
ウェーブ（緑）
地形を貫通するウェーブショット。レベル2でウェーブの幅が広がる。
ナパーム（赤）
敵に高ダメージを与えるナパーム弾。レベル2で爆風の範囲が広がる。
ミサイル
補助攻撃アイテム。敵を追尾する高速誘導ミサイルを発射。3段階までスピードアップする。
シールド
被弾を3発まで防ぐ。
1UP
特定の場所に隠れていて、弾を当てることで出現する。
「レーザー」「ウェーブ」「ナパーム」「ミサイル」のアイテムをレベル最大の時に取ると、画面上の敵を一掃する特殊攻撃「エネルギーブラスト」が発生する。
自機がクラッシュすると、オプションと使用中の武器を失う（レーザーを使用していた場合はレベル1で残る）。

## ストーリー
死の商人ドンジンギが首領として率いる超犯罪組織「オベロン」による惑星アリエスの資源強奪襲撃を阻止すべく、銀河特装の秘密隊員「ホーク」「エスティー」が緊急出撃する。

## 登場人物
ホーク (Hawk)
主人公。自機「ハウンティングドッグ」のパイロット。
エスティー (Esty)
キャリーユニット「ワイルドキャット」の操縦士。
ドンジンギ (Don Jingi)
犯罪組織「オベロン」の首領、活動拠点である要塞クラウンの当主。
イーグル (Eagle)
ドンジンギの側近。エンディングでホークと同じロケットを持っていることが明らかになる。ロケットの中には父親と赤子を抱いた母親と幼少の自身が写った写真が収められている。

## 移植版
| No. | タイトル                                        | 発売日                                      | 対応機種                                                 | 開発元                                        | 発売元   | メディア                                | 型式     | 備考                                                                                      |
| --- | ----------------------------------------------- | ------------------------------------------- | -------------------------------------------------------- | --------------------------------------------- | -------- | --------------------------------------- | -------- | ----------------------------------------------------------------------------------------- |
| 1   | Gate of Thunder Bonk's Adventure Bonk's Revenge | 1992年10月10日                              | PCエンジンSUPER CD-ROM²                                  | ハドソン                                      | ハドソン | CD-ROM                                  | HCD2008T | 北米にてPCエンジンDuo発売時に同梱されたソフト。 『PC原人』、『PC原人2』とのカップリング。 |
| 2   | ゲート オブ サンダー                            | 2007年10月15日 2007年10月19日 2007年12月4日 | Wii                                                      | レッド・カンパニー （シーエイプロダクション） | ハドソン | ダウンロード （バーチャルコンソール）   | -        | 2019年1月31日 配信・販売終了                                                              |
| 3   | ゲート オブ サンダー                            | 2010年3月17日                               | PlayStation 3 PlayStation Portable (PlayStation Network) | レッド・カンパニー （シーエイプロダクション） | ハドソン | ダウンロード （PCエンジンアーカイブス） | -        |                                                                                           |

## スタッフ
- メイン・プログラム：NINNIKI.NIN
- サブ・プログラム：OWA.CHAN
- グラフィック：METAL、SHELL、IDOL
- サウンド・デザイン：ニック・ウッド
- ミュージック・ディレクション：M.TAKEDA
- ミュージック・プログラム：K.YAMAOKA
- ミキシング・エンジニア：T.NAGAMI
- ミュージック・プロデュース：N.WADA
- スペシャル・サンクス：K.NAKAZAWA、山田真木、明貴美加、湯沢河童、小林正樹、松永智史、松浦浩司、門脇光弘、青山英治

## 評価
- ゲーム誌『ファミコン通信』の「クロスレビュー」では合計27点（満40点）[8]、『月刊PCエンジン』では85・85・80・80・85の平均83点（満100点）、『マル勝PCエンジン』では9・8・8・7の合計32点（満40点）、『PC Engine FAN』の読者投票による「ゲーム通信簿」での評価は以下の通りとなっており、24.38点（満30点）となっている[11]。また、この得点はPCエンジン全ソフトの中で31位（485本中、1993年時点）となっている[11]。

| 項目 | キャラクタ | 音楽 | 操作性 | 熱中度 | お買得度 | オリジナリティ | 総合  |
| 得点 | 4.00       | 4.38 | 4.15   | 4.31   | 3.77     | 3.77           | 24.38 |

- ゲーム本『懐かしゲーム機大百科 PCエンジン完全ガイド 1987-1999』では、本作が硬派な雰囲気である事や『サンダーフォース』の開発メンバーが関与している事を指摘した上で、「完成度も高かった」と称賛した[12]。